# Wiplala (libro)
Wiplala es un libro infantil escrito por Annie MG Schmidt con dibujos en blanco y negro de Jenny Dalenoord . La primera edición apareció en la editorial Querido en 1957 con una cubierta de libro de color. La 38a edición se publicó en 2007, ahora con dibujos de Philip Hopman. 
Es una historia de fantasía que tiene lugar en torno a una especie de gnomo, un 'wiplala', que finalmente termina con la familia Blom en Amsterdam-Zuid. 

## Progreso de la historia
En la pobre familia Blom, que consiste en el padre Blom y sus dos hijos Johannes y Nella Della, el gato (Fly) atrapa una especie de pequeño gnomo que emerge de un agujero de ratón. Él convierte a Fly en una estatua. Luego se presenta a la familia y cuenta su historia: es un 'wiplala' y proviene del hemisferio sur. Los Wiplala no son gnomos, como piensa la familia. El wiplala puede hacer magia, pero lo llama "tintineo". Debido a que todavía no puede tintinear lo suficiente, es enviado allá por los otros wiplala. 
Wiplala puede quedarse con la familia Blom. Hace todo tipo de locuras: constantemente convierte la comida de la mesa en algo que los niños prefieren, como el helado. El padre Blom no está contento con esto. Wiplala no quiere mostrarse a las otras personas. Cuando el pobre vecino de la familia, el poeta Arthur Hollidee, está de visita, ve a Wiplala por casualidad. Quiere recogerlo, después de lo cual el asustado Wiplala convierte al poeta en piedra. La hermana de Hollidee cree que está petrificado por el hambre. 
Después de que el padre Blom no puede pagar la cuenta de una cena, Wiplala los convierte en pequeñas criaturas como él para que puedan huir. Durante mucho tiempo, Wiplala no puede hacer que los tres sean grandes otra vez. Cuando la trabajadora, la Sra. Dingemans, invita a todo tipo de personas a verlos así, huyen y terminan en todo tipo de situaciones peligrosas. A través de una cesta de frutas para una niña enferma y su médico Vink, finalmente terminan con dos ancianas ricas en una casa del canal, a las que asustan. Piden la ayuda del Dr. Vink, quien es el único que conoce su historia. El médico les dice a las dos mujeres que sufren delirios debido al hígado frito que comieron la noche anterior. 
Al final, Wiplala descubre cómo puede tintinear para hacer crecer a la familia nuevamente: comiendo un cierto tipo de grosella roja. El padre Blom, Johannes y Nella Della están creciendo de nuevo. Wiplala ahora también le hace tintinear al poeta Hollidee, que se ha hecho famoso por su estatua y ha vendido muchas colecciones de poesía y, por lo tanto, ya no es pobre. Esto sucede justo cuando el ministro revela la estatua del poeta, con motivo del 50 cumpleaños de Arthur Hollidee. La estatua cobra vida en el acto. 
Wiplala puede volver a tintinear bien, piensa, y vuelve a su lugar de origen. Nella Della encuentra otra araña de jardín petrificada que Wiplala se olvidó de volver a la vida. 

## Continua
En 1962 apareció un seguimiento, Wiplala nuevamente, también con dibujos de Dalenoord. Antes de las ediciones de libros, ambos libros, incluidas las ilustraciones de Dalenoord, aparecieron por primera vez en episodios en la revista infantil Kris Kras . 

## Versiones
La película <i id="mwJw">Wiplala se</i> estrenó en noviembre de 2014, realizada por el director Tim Oliehoek y el productor Burny Bos . El papel de Wiplala es interpretado por Géza Weisz . 